# عين الصيرة
عين الصيرة هي شياخة من شياخات حي مصر القديمة، وتقع فيها بحيرة مياه عذبة وجددت لتحول إلى منتزه عالمي.

## تاريخ
تعد بحيرة عين الصيرة معلم تاريخي مهم في القاهرة، وواحدة من البحيرات الطبيعية الرئيسية، وتمثل جزءًا هامًا من تاريخ وتراث المدينة، تمتاز بحيرة عين الصيرة بجمالها الطبيعي وموقعها المركزي في قلب العاصمة المصرية.
كانت في السابق بحيرة عين الصيرة متهالكة وملوثة تقع في قلب المدينة، ومع مرور الوقت، تم ترميمها وتجميلها لتحولها إلى منتزه عالمي، يعتبر مركزًا للاستجمام والترفيه في القاهرة.

## تسمية
تُعرف البحيرة باسم "عين الصيرة" نسبةً إلى العين العذبة التي كانت تنبعث منها، والتي كانت مصدرًا للمياه العذبة في القاهرة الإسلامية القديمة، يُعتقد أن هذه العين كانت تساهم في إرواء عطش السكان المحليين وري الأراضي الزراعية المحيطة.

## معالم
تعود إلى فترة العهد المملوكي في مصر، حيث كانت تُستخدم كمصدر للمياه العذبة للسكان المحليين ولري الحقول الزراعية، ومع مرور الوقت، تحولت بحيرة عين الصيرة إلى مكب للنفايات ومصدر للتلوث.
بالإضافة إلى أهميتها التاريخية والثقافية، فإن بحيرة عين الصيرة أصبحت اليوم مزارًا سياحيًا رئيسيًا في القاهرة، حيث يتوافد السياح والمواطنون على حد سواء للاستمتاع بمناظرها الجميلة والمناخ الهادئ والمرافق الترفيهية المتنوعة التي توفرها المنطقة المحيطة بها.
تجسد بحيرة عين الصيرة جهود الحفاظ على التراث الطبيعي وتطوير المساحات الخضراء في البيئة الحضرية، وتعتبر مثالًا مشرفًا على كيفية استغلال الموارد الطبيعية بشكل مستدام لخدمة المجتمع وتعزيز جاذبية المدينة كوجهة سياحية.

## تطوير
بحيرة عين الصيرة، التي تبلغ مساحتها 23 فدانًا فقط من إجمالي المساحة البالغة 63 فدانًا، شهدت عملية تجديد شاملة استغرقت عامين من العمل المتواصل، تم في هذه العملية إزالة كميات هائلة من النفايات والمخلفات المتراكمة في المنطقة المحيطة ببحيرة عين الصيرة ، حيث تم انتشال ما يقرب من نصف مليون متر مكعب من هذه المواد الضارة.
وبفضل الجهود المشتركة، نجحت الهيئة الهندسية في إعادة تأهيل المنطقة بشكل كامل، بما في ذلك إنشاء محطة معالجة لعلاج التلوث وتحسين جودة المياه في البحيرة عين الصيرة، تم تحويل المنطقة المحيطة بالبحيرة إلى متنزه عام يضم مسارات للعجل وملاعب ومناطق للتجول، إلى جانب مرافق ترفيهية متنوعة مثل الملاهي.
ومن الجوانب المشجعة، أن بحيرة عين الصيرة أصبحت موطنًا لبعض أنواع الأسماك، مما يشير إلى تحسن جودة المياه وبداية عملية التعافي من التلوث الذي كانت تعاني منه لسنوات عديدة، هذه الجهود تعكس التزام السلطات المحلية بتحسين بيئة المدينة وتعزيز جاذبيتها كوجهة سياحية رئيسية.